# 比利亚弗鲁埃拉
比利亚弗鲁埃拉（西班牙語：Villafruela）是西班牙卡斯蒂利亚-莱昂布尔戈斯省的一个市镇。总面积52平方公里，总人口278人（2001年），人口密度5人/平方公里。